# 煙草抗議
煙草抗議（波斯語：‎）是1891年伊朗一次由穆斯林教士（乌理玛）階層領導的起事，抗議卡扎尔王朝沙阿納賽爾丁在1890年將伊朗全国煙草特許權給予英国公司。大阿亞圖拉米爾扎·穆罕默德·哈桑·侯賽尼·設拉子在1891年12月頒佈了禁止使用煙草的教令，使事件推向高潮。煙草抗議是伊朗宗教精英首次成功迫使政府作出退讓，事件被認為展示了「什葉派烏理瑪是抵抗西方殖民主義的先鋒」，为日后的伊斯兰革命埋下了种子。 

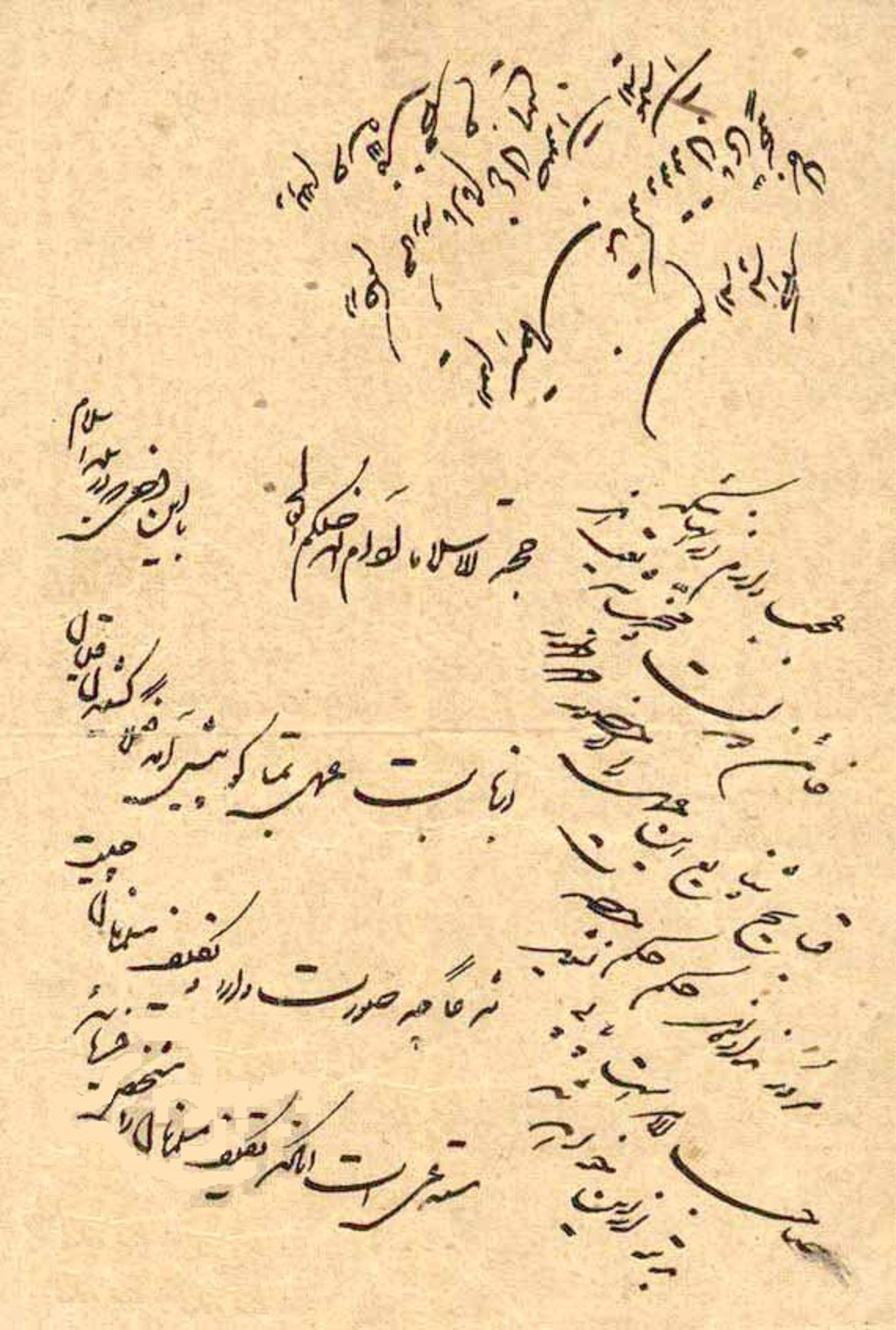
米爾扎发布的禁止使用煙草教令

## 背景
在19世紀初，由於外國對伊朗的影響力逐漸加強，使得卡扎爾王朝的政局不穩。伊朗接連在1813年及1828年慘敗予俄羅斯帝國，接著又在1857年敗予大英帝國，使卡扎爾王朝政府不得不對外國勢力作出讓步，而伊朗的商人也處於不利的位置上，他們無法與擁有庞大經濟優勢的歐洲商人競爭。根據當時居住在伊朗的外國人記述，伊朗人認為卡扎爾王朝不關注人民的福利，令卡扎爾王朝不得民心。後來有英國人認為卡扎爾王朝沒有在民众普遍不滿的情況下被推翻是因為沙阿得到了英國和俄國的支持。
1872年，波斯沙阿納賽爾丁與英國人保羅·路透達成了協議，保羅·路透獲得波斯公路、電報、磨坊、工廠、資源開發及其他公共工程的控制權，而波斯則獲得往後五年的一筆金額及往後20年的60%利潤。路透協議不僅引起了本地人的震怒，俄國政府也對此感到不滿。因此，尽管波斯財政緊絀，納賽爾丁沙阿在強大的壓力下不得不取消路透協議。路透協議生效了約一年，但已奠下了1890年抗議煙草協議的基礎。對路透協議的反對證明了外國勢力試圖侵犯伊朗主權會觸怒本地人，甚至其在歐洲的競爭對手。保羅·路透顯然觸怒了俄國，俄國在波斯亦有其自身的利益。

## 煙草壟斷及抗議
1890年3月20日，納賽爾丁同意將煙草生產、銷售及出口的五十年壟斷權給予英國人塔爾博特。塔爾博特則須每年向沙阿支付15,000英鎊，另須繳交扣除支出和5%分紅後的四分之一年度利潤。協議在1890年失效後，權利轉交給波斯帝國煙草有限公司，一些人猜測波斯帝國煙草有限公司其實就是塔爾博特本人，因為他極力推銷該公司的股份。在協議仍生效之時，波斯帝國煙草有限公司的價值甚高，這不僅是因為公司佔據了本地市場，伊朗人還可以種植品種多樣的煙草，這些煙草「在外國市場的價值更高」。波斯於是形成了煙草壟斷，波斯的煙草生產商和持有人被迫將他們的產品出售給中介人，中介人則會與波斯帝國煙草有限公司協定價格將這些煙草轉售給公司，如不能就價格達成共識，則通過強制仲裁來解決。
當時波斯有超過200,000人從事煙草產業，煙草協議會對這些倚賴煙草產業為生的波斯農民和商人造成打擊。他們被迫要向煙草壟斷巨頭尋求獲得一定數量煙草的特許權。煙草協議破壞了波斯煙草生產商和銷售商之間的關係，部分人更可能因此而失去工作。
1890年9月，反對煙草協議的示威活動開始出現，但波斯商人界別及烏理瑪並沒有參與其中，反而是俄國政府指煙草壟斷破壞該地區的貿易自由及違反土庫曼恰伊條約。儘管俄羅斯帝國不滿煙草壟斷，納賽爾丁卻堅決要執行協議。塔爾博特在1891年2月抵達伊朗，沙阿在不久後首次向公眾宣佈煙草協議的消息，點燃了全國的不滿情緒。即使波斯的局勢轉趨緊張，該煙草壟斷巨頭的董事尤利烏斯·奧恩斯泰因在4月抵達波斯，總理阿明向他保證煙草協議得到卡扎爾王朝的全力支持。同時，卡扎爾王朝政府的高級官員收到了匿名信件，德黑蘭、大不里士等城市也遍佈了一些標語牌，顯示民眾對於將特許權交給外國人手中表示不滿。
伊朗各大城市在1891年春季爆發了反對煙草壟斷巨頭的大規模示威抗議。煙草商人開始意識到他們的生計和收入都受到影響，因而成為了反對派的中流砥柱。哈吉·穆罕默德·馬利克等富裕商人擔當著重要的角色，他們組織了示威，又向著名的穆智台哈德（伊斯蘭學者）作出申訴，以爭取他們的支持。宗教領袖也力圖保護國家利益不被外國勢力侵害，烏理瑪遂成為了商人的強力盟友。烏理瑪在多個世紀以來在伊朗社會一直扮演著至高無上的角色，他們運辦宗教學校、管理慈善基金、權當仲裁者和法官，他們被視為真主與什葉派穆斯林之間的中介人，因此如果將特許權給予不信奉伊斯蘭教的外國人，宗教社群將會備受威脅。除此之外，烏理瑪與各個家族和團體建有紐帶關係，持有生長在瓦合甫土地上的煙草權益。另外正如教士們所指出，該特許權本身違反伊斯蘭教法，因為個人是不能自主購買和出售煙草。
隨後，設拉子、德黑蘭和大不里士便成為了反對煙草協議的風暴中心。1891年5月，教士賽義德·阿里·阿克巴爾因佈道內容涉及反對煙草協議而被納賽爾丁調離設拉子。阿克巴爾在後來會見泛伊斯蘭主義提倡者哲馬魯丁·阿富汗尼，阿富汗尼受阿克巴爾的委託去信給什葉派教士米爾扎·哈桑·設拉子，請求他要「保護和拯救國家」，「阻止這個罪犯將國家賣給列強」。設拉子以個人身分向沙阿發電報，警示向外國人頒予特許權的危險性，但未能阻止煙草協議的生效。
在阿克巴爾被調離後，設拉子的緊張局勢有緩和的跡象，但伊朗其他地區的抗議活動有增無減。早在公開宣佈煙草協議之前，德黑蘭商人已去信沙阿表達不滿，他們是抗議煙草協議的先頭部隊。有意見認為俄國從中作梗，以煽動德黑蘭商界的不滿情緒。雖然伊朗所屬的阿塞拜疆地區並不是煙草產地，但由於當地商人的高度關注和當地有一定數量的零售商，反對活動異常活躍。伊斯法罕的反對分子杯葛使用煙草，大不里士的巴剎關閉，烏理瑪停止了在伊斯蘭學校的教學。馬什哈德和克爾曼也爆發了示威，加茲溫、亞茲德和克爾曼沙赫等城市也出現反對沙阿和煙草壟斷巨頭的活動。

## 教令與撤回特許權
伊朗最重要的宗教領袖瑪爾扎米爾扎·哈桑·設拉子在1891年12月頒佈了一條伊斯蘭教令，指出使用煙草就相當於向隱沒的伊瑪目馬赫迪宣戰。當採用到什葉派最關鍵的人物馬赫迪的名義就表示設拉子反對煙草壟斷的強硬態度。起初有人對這條法令的合法性抱有疑慮，但設拉子在後來確認了這條教令。不過，有史學家猜測該教令可能是商人哈吉·卡齊姆在德黑蘭穆智台希德米爾扎·哈桑的協助下偽造的。
不管教令到底是否偽造，當得知教令是出自設拉子也足以得到伊朗全國人民的尊重和遵從。首都德黑蘭的居民不再吸食煙草，這種集體行動更擴散到鄰近地區。為了表示團結，伊朗全國的商人關閉了主要的市集。杯葛煙草的勢頭越演越烈，沙阿納賽爾丁及總理阿明已無力阻止民眾運動，又擔心一旦爆發內戰，俄國將會乘機介入。
在頒佈教令之前，吸食煙草這個現象在伊朗很普遍，甚至在清真寺內也可以見到有人隨處吸食煙草。有歐洲人稱「大部分伊朗人寧願不吃麵包也要吸食煙草，他們在齋戒月破曉時分的第一件事就是點燃煙斗」。雖然吸食煙草在伊朗很普遍，但宗教禁令也達到了目的，沙阿後宮的婦女不再吸食煙草，僕人也不再為沙阿準備水煙管。
在1892年1月之前，沙阿意識到英國政府「對煙草公司的支持顯得優柔寡斷」，於是撤回了特許權。設拉子在不遲於1月26日再發佈一條教令，撤銷第一條禁令，允許吸食煙草，「使伊朗人再度吸食煙草」。這條教令展示了伊斯蘭宗教分子的威力，煙草抗議被視為導致多年後波斯立憲革命的事件之一。

## 影響
在特許權被撤回後，卡扎爾王朝政府與煙草公司就賠償問題上一度陷入困局，最終政府須向公司賠償500,000英鎊。伊朗人成功阻止了外國對國家施加影響力，但煙草抗議帶來了更重要的含意。史學家妮姬·凱迪（Nikki Keddie）認為煙草抗議的重要性在於「伊朗人首次意識到沙阿和外國利益並非不可逾越……參與了煙草抗議的聯盟在立憲革命再度挺身而出」，對1979年伊朗伊斯蘭革命也不無影響力。

## 註腳
1. ↑  Nasr 2006，第117頁
2. ↑  Moaddel 1992，第455頁
3. ↑  Keddie 1966，第3頁
4. ↑  Keddie 1966，第4頁
5. ↑  Lambton 1987，第223頁
6. ↑  Keddie 1966，第38頁
7. 1 2  Mottahedeh 2000，第215頁
8. ↑  Moaddel 1992，第459頁
9. ↑  Poulson 2005，第86頁
10. ↑  Keddie 1966，第43頁
11. ↑  Lambton 1987，第229頁
12. ↑  Keddie 1966，第55頁
13. 1 2  Poulson 2005，第87頁
14. ↑  Algar 1969，第208頁
15. ↑  Keddie 1966，第65頁
16. ↑  Mottahedeh 2000，第216-217頁
17. ↑  Moaddel 1992，第459頁
18. ↑  Moaddel 1992，第460頁
19. ↑  Algar 1969，第209頁
20. ↑  Moaddel 1992，第463頁
21. ↑  Lambton 1987，第247頁
22. ↑  Lambton 1987，第248頁
23. ↑  Gilman & Zhou 2004，第60頁
24. ↑  Nasr 2006，第122頁
25. 1 2  Mottahedeh 2000，第218頁
26. ↑  Keddie 1966，第125頁
27. ↑  Keddie 1966，第131頁